# Чючер, Клаус
Клаус Чючер (нем. Klaus Tschütscher, родился 8 июля 1967, Руггелль) — лихтенштейнский политический и государственный деятель. Премьер-министр Лихтенштейна с 2009 по 2013 год.

## Образование
Окончил Университет Санкт-Галлена в 1993. Получил степень доктора наук в 1996. В 2005—2009 продолжил образование в Цюрихском университете по специальности международное бизнес право.

## Карьера
Глава правового управления Налоговой службы Лихтенштейна в 1995—2005. Одновременно заместитель директора Налоговой службы Лихтенштейна в 1996—2005. Заместитель премьер-министра Лихтенштейна и министр юстиции в коалиционном правительстве Отмара Хаслера в 2005—2009. Представлял в правительстве партию Отечественный союз.

## Премьер-министр Лихтенштейна
По результатам парламентских выборов 8 февраля 2009 партия Отечественный союз заняла лидирующее положение в ландтаге. 25 марта 2009 Клаус Чючер возглавил коалиционное прпавительство из представителей Отечественного союза и Прогрессивной гражданской партии.
Правительство Чючера стало известно в частности тем, что нормализовало отношения страны с Чехией. Они были разорваны сразу после принятия декретов Бенеша, благодаря которым собственность князей Лихтенштейна была национализирована Чехословакией. В июле 2009 между правительствами обеих стран было подписано соглашение о восстановлении дипломатических отношений. Установление дипломатических отношений не было обговорено никакими условиями. Решено, что вопрос о княжеской собственности будет решаться исключительно в судебном порядке, а не на уровне правительств двух стран.

## Семья
Женат, имеет двоих детей.